# KAKERU
KAKERU（かける、1984年2月6日 - ）は、日本の漫画家、イラストレーター、原画家。男性。成人向け漫画でのペンネームはバー・ぴぃちぴっと。

## 来歴
『月刊少年ガンガン』などに応募後、2008年7月、持ち込みから「かよちゃん」で『コミックエルオー』10月号（茜新社）より「バー・ぴぃちぴっと」名義でデビュー。
翌年『コミックエルオー』11月号にて2作品を一挙掲載、「コミックエルオー持ち込み大賞 レギュラー賞」を受賞。この賞について編集長より「月産72ページを軽々とこなす新人は正直初めてだったので、本当に驚きました。」とコメントされている。うつ病になった経験あり。
2009年11月、KAKERU名義で『魔法少女プリティ☆ベル』を『月刊コミックブレイド』1月号（マッグガーデン）より毎月連載。
2011年6月、『天空の扉』を『さくらハーツ』4号（日本文芸社）より隔月連載を開始。また、『お気の毒ですが、冒険の書は魔王のモノになりました。』を『コミックヘヴン』創刊号（日本文芸社）より原案を担当、『さくらハーツ』より移籍した『天空の扉』とともに『コミックヘヴン』内に2作品が同時掲載となる状態が2019年現在も続いている。
同年12月、『悪の組織ダークドリーム』を『チャンピオンRED いちご』Vol.35（秋田書店）にて読切を掲載。同雑誌Vol.36では前号に掲載された読切を改題して隔月連載を開始。『チャンピオンRED いちご』の休刊に伴いタイトルを『戦え!!悪の組織ダークドリーム!!』に改題、WEBコミック誌『チャンピオンクロス』で月1回連載、2016年に完結した。
2019年9月、『ふかふかダンジョン攻略記〜俺の異世界転生冒険譚〜』を『MAGCOMI』（マッグガーデン）で連載開始。

## 作品リスト
※マークがついていない作品はすべて「KAKERU」名義。

### 一般向け

#### 漫画作品（一般向け）
- 『魔法少女プリティ☆ベル』マッグガーデン〈BLADE COMICS〉全28巻（『月刊コミックブレイド』2009年 - 2019年）
- 『大江山流護身術道場』芳文社〈まんがタイムKRコミックス フォワードシリーズ〉全2巻（『まんがタイムきららフォワード』2010年2月号 - 2011年2月号）
- 『天空の扉』日本文芸社〈ニチブンコミックス〉既刊22巻（『さくらハーツ』 - 『コミックヘヴン』2011年4号 - 2025年7月号[6]）
- 『お気の毒ですが、冒険の書は魔王のモノになりました。』日本文芸社〈ニチブンコミックス〉既刊15巻（『コミックヘヴン』2012年創刊号 - 連載中） - 原案担当。
- 『ゆけっ!! 悪の組織ダークドリーム!!』秋田書店〈チャンピオンREDコミックス〉全2巻（『チャンピオンRED いちご』2013年Vol.36 - 2014年Vol.45） - Vol.35に『悪の組織ダークドリーム』のタイトルで読切として発表、改題して連載化。
  - 『戦え!! 悪の組織ダークドリーム!!』秋田書店〈チャンピオンREDコミックス〉全3巻（『チャンピオンクロス』2014年11月25日 - 2016年7月26日） - 上記の続編。
- 『科学的に存在しうるクリーチャー娘の観察日誌』秋田書店〈チャンピオンREDコミックス〉既刊16巻（『チャンピオンクロス』2017年2月7日 - 2018年7月3日、『マンガクロス』2018年8月7日 - 連載中）
- 『ふかふかダンジョン攻略記〜俺の異世界転生冒険譚〜』マッグガーデン〈Blade Comics〉既刊17巻（『MAGCOMI』2019年9月 - 連載中）
- 『織津江大志の異世界クリ娘サバイバル日誌』秋田書店〈チャンピオンREDコミックス〉既刊10巻（『マンガクロス』2019年3月27日 - 連載中）
- 『ちぬれわらし』楽楽出版〈RK COMICS COMIC RAKUU〉全2巻（『pixiv』2015年 - 2021年）
  - （上）2022年2月9日初版発行[7]、ISBN 978-4-86704-500-8
  - （下）2022年2月9日初版発行[8]、ISBN 978-4-86704-501-5

#### イラスト
- 淫魔に狙われた俺のDTが危険なんだが（作：瑞嶋カツヒロ、一迅社〈一迅社文庫〉、2012年[9]）
- Web恋姫†無双[10][11] （ブラウザゲーム、2012年）「バー・ぴぃちぴっと」名義
  - 諸葛亮孔明 乙女絵札No.2707 パジャマバージョン
  - 袁術 乙女絵札No.2748 メイド服バージョン

### 成人向け

#### 漫画
※「バー・ぴぃちぴっと」名義
1. 『小中ロック』 2009年5月28日発売[12]、茜新社〈TENMACOMICS LO #68〉、ISBN 978-4-86349-071-0
2. 『小中ロック2』 2010年4月16日発売[13]、茜新社〈TENMACOMICS LO #83〉、ISBN 978-4-86349-146-5
3. 『シェイカー』 2011年6月24日発売[14]、茜新社〈TENMACOMICS LO #104〉、ISBN 978-4-86349-229-5

#### アダルトゲーム
- 『この世界の向こうで』 2012年11月30日発売[15]、原画 （オレンジエール）

### 単行本未収録作品

#### 成人向け
- コミックエルオー（茜新社）
  - 魔法屋さん"時の牢獄" （2011年8月号）[16]
  - 魔法屋さんに強引ぐマイウェイ （2011年9月号）[17]
  - 人身売買35番 （2013年5月号）[18]
  - 俺の妹がビッチだ （2013年7月号）[19]
  - 天国の扉 裏口 （2013年8月号）[20]

（作者連載中の作品のセルフパロディ作品で許可は得ている。 出典：この作品欄外参照)